# Bracon baridii
Bracon baridii är en stekelart som beskrevs av Marshall 1897. Bracon baridii ingår i släktet Bracon och familjen bracksteklar. Inga underarter finns listade.